# Tarnów
Tarnów (németül: Tarnau, régi magyar neve: Tarnó) a Biała folyó partján fekvő dél-lengyelországi város a Kis-lengyelországi vajdaságban. 1975–1998 között Tarnów volt a fővárosa a tarnówi vajdaságnak. A Mościce városrészben van a hatalmas Zakłady Azotowe (ammónia-műtrágyagyár), ezen kívül gépiparral, fémiparral, élelmiszer- és üvegiparral rendelkezik. Fontos vasúti és közúti csomópont. Kulturális és turistaközpont (színház, múzeumok).

## Története
Az első írásos emlék a településről 1124-ben íródott. 1330. március 7-én városi jogot kapott. 1529 márciusában itt keresett menedéket Szapolyai János, miután riválisa, I. Ferdinánd elfoglalta tőle Magyarországot.
1772-ben Ausztria része lett. 1785-ben alapították a püspökséget. 1846-ban a galíciai felkelés helyszíne volt. 1852-ben megépült a vasút.
1918. október 30-án Lengyelország része lett. 1939 szeptemberében a németek megszállták a várost. 1945. január 18-án elfoglalta a Vörös Hadsereg. A második világháború után ismét Lengyelország része lett.

## Média

### Újságok
- Dziennik Polski
- Galicyjski Magazyn Informacyjny TEMI
- Gazeta Krakowska
- Małopolska Gazeta Studencka
- Tarnowski Gość Niedzielny

### Rádió
- Radio Eska Tarnów
- Polskie Radio Kraków Studio Tarnów
- Radio RDN Małopolska

### Televízió
- Małopolska Telewizja Kablowa
- Telewizja Kraków Studio w Tarnowie

## Kultúra

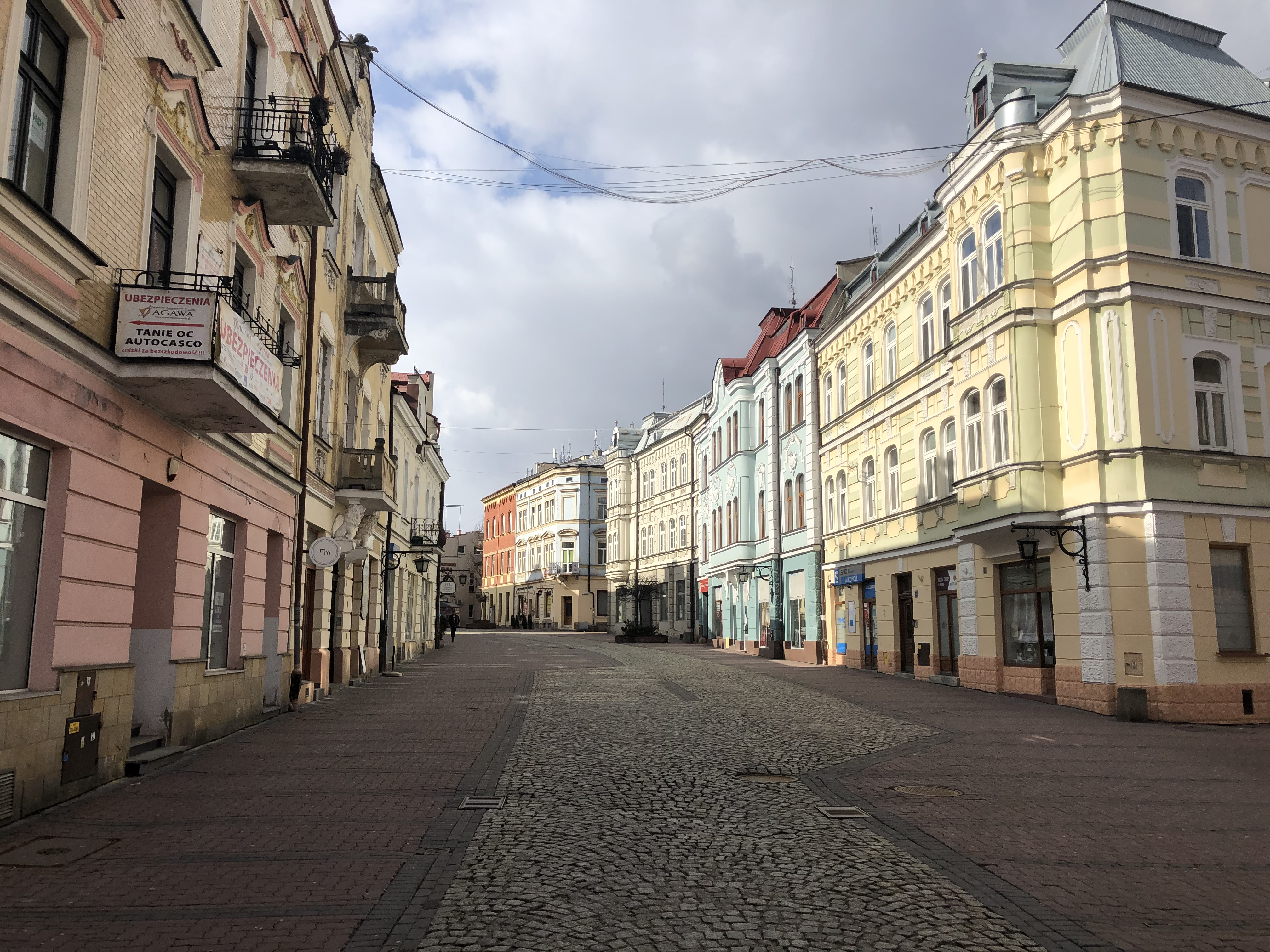
A Wałowa utca

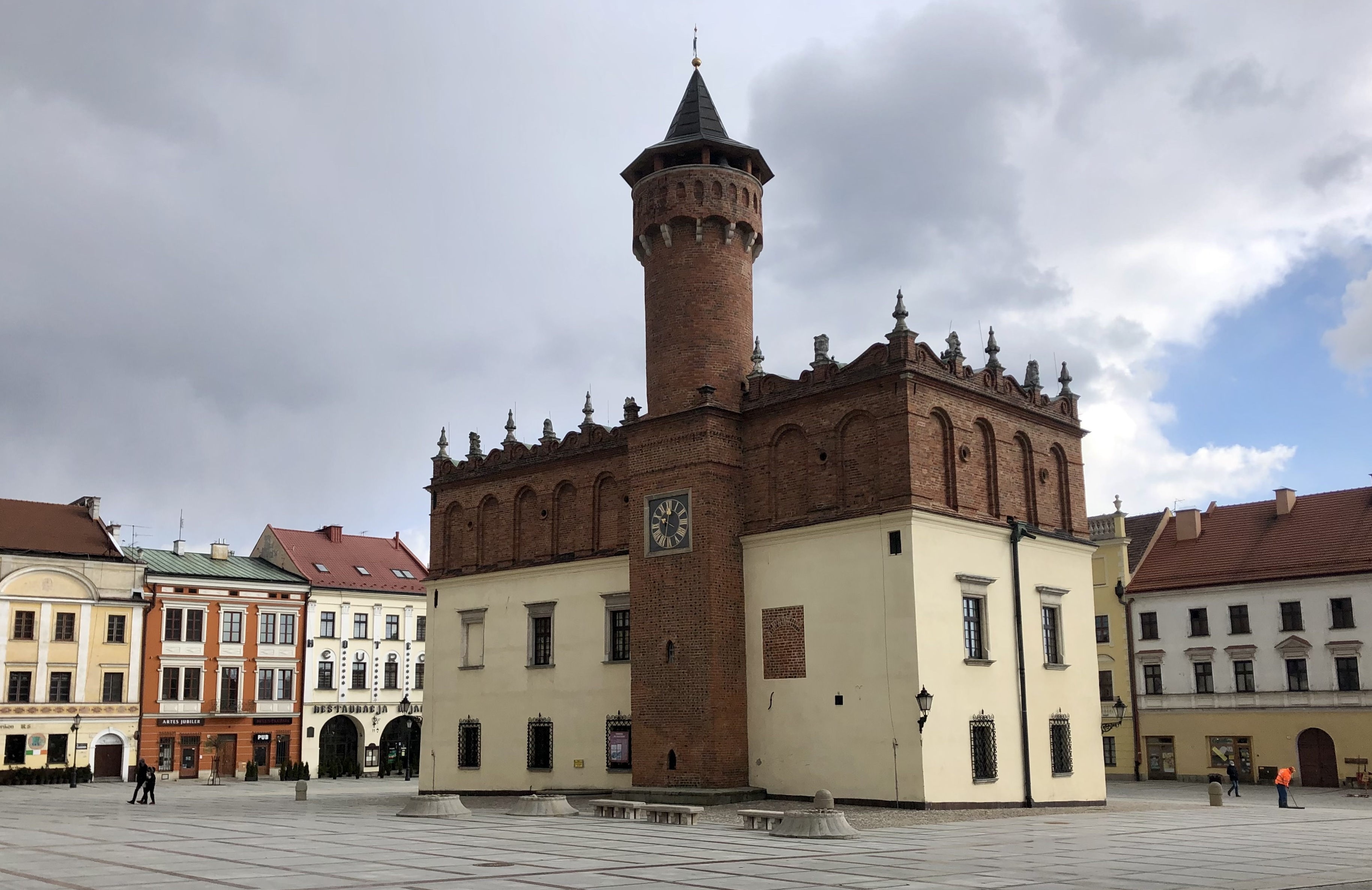
A városháza

### Színházak
- Tarnowski Teatr im. Ludwika Solskiego
- Studencki Teatr Satyry Evviva L'arte
- Mościcka Fundacja Kultury

### Múzeumok
- Muzeum Diecezjalne w Tarnowie – Egyházi múzeum (A legrégibb lengyel múzeum)
- Muzeum Okręgowe w Tarnowie – Regionális múzeum (itt őrzik az Erdélyi körkép egyes részeit)
- Néprajzi múzeum (Regionális Múzeum része)

### Mozik
- Kino "Marzenie"
- Kino "Millennium"

### Galériák
- BWA – Galeria Miejska
- Galeria "Sztyler"
- Tarnowskie Towarzystwo Fotograficzne
- Tarnowskie Towarzystwo Przyjaciół Węgier
- Tarnowskie Towarzystwo Kulturalne
- Stowarzyszenie Teatr Nie Teraz
- Tarnowskie Centrum Kultury – Kulturális központ

### Zene
- Centrum Paderewskiego
- Chłopięcy Chór Katedralny "Pueri Cantores Tarnovienses"
- Dziewczęcy Chór Katedralny "Puellae Orantes"
- Tarnowski Chór GOS.PL
- Zespół Szkół Muzycznych im. I. Paderewskiego

### Könyvtárak
- Miejska Biblioteka Publiczna – Helyi nyilvános könyvtár
- Biblioteka Publiczna przy Mościckiej Fundacji Kultury

## A város szülöttei és más hírességei
- Jan Tarnowski legendás lengyel hadvezér szülőhelye.
- Bem József Tarnówban született és itt is temették el.
- Jan Szczepanik, sokoldalú feltaláló, a "lengyel Edison", aki itt hunyt el és itt is temették el.
- Forgon Mihály genealógus, történész és jogász itt hunyt el 1914-ben, és a San folyó mellett temették el a 70-es számú tömegsírban.

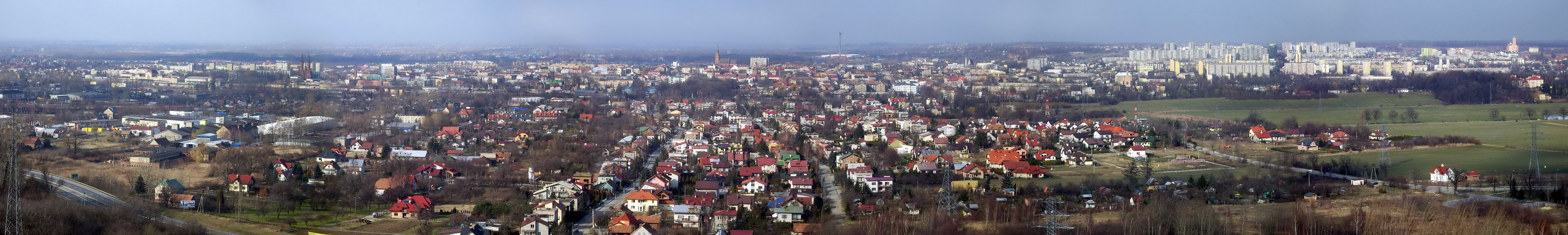
Tarnówi panoráma

## Testvértelepülések
- Szlovákia Trencsén
- Magyarország Kiskőrös
- Magyarország Veszprém vármegye
- Belgium Schoten
- Egyesült Királyság Blackburn
- Lengyelország Újszandec
- Oroszország Kotlas
- Ukrajna Tarnopol

### Magyar vonatkozások
- 50-éves a Tarnówi Magyarbarátok Társasága (Towarzystwo Przyjaciół Węgrów)
- Tarnówi Magyarbarátok Társasága – adatok
- Bem-Petőfi Körkép - Erdélyi Panoráma[halott link] (magyarul)